# Pozo del Sauz
Pozo del Sauz är en ort i Mexiko.   Den ligger i kommunen Tamasopo och delstaten San Luis Potosí, i den centrala delen av landet, 270 km norr om huvudstaden Mexico City. Pozo del Sauz ligger 1 022 meter över havet och antalet invånare är 386.
Terrängen runt Pozo del Sauz är huvudsakligen kuperad, men norrut är den bergig. Runt Pozo del Sauz är det ganska glesbefolkat, med 21 invånare per kvadratkilometer. Närmaste större samhälle är Tamasopo, 7,9 km norr om Pozo del Sauz. I omgivningarna runt Pozo del Sauz växer huvudsakligen savannskog.